# Американски прелести
„Американски прелести“ (на английски: American Beauty) е американски игрален филм от 1999 година. В главните роли са Кевин Спейси, Анет Бенинг и Мена Сувари. Режисьор е англичанинът Сам Мендес. През 1999 г. „Американски прелести“ печели 5 награди Оскар, между които и тази за най-добър филм на годината.

## Награди и номинации
| Категория                           | Номиниран(и)                    | Резултат                |
| Оскар (26 март 2000 г.)             | Оскар (26 март 2000 г.)         | Оскар (26 март 2000 г.) |
| ----------------------------------- | ------------------------------- | ----------------------- |
| Най-добър филм                      | Най-добър филм                  | награда                 |
| Най-добър режисьор                  | Сам Мендес                      | награда                 |
| Най-добра мъжка роля                | Кевин Спейси                    | награда                 |
| Най-добър оригинален сценарий       | Алън Бол                        | награда                 |
| Най-добра кинематография            | Конрад Хол                      | награда                 |
| Най-добър филмов монтаж             | Най-добър филмов монтаж         | номинация               |
| Най-добра женска роля               | Анет Бенинг                     | номинация               |
| Най-добра филмова музика            | Томас Нюман                     | номинация               |
| Награда на БАФТА (9 април 2000 г.)  |                                 |                         |
| Най-добър филм                      | Най-добър филм                  | награда                 |
| Най-добър филмов монтаж             | Най-добър филмов монтаж         | награда                 |
| Най-добър актьор в главна роля      | Кевин Спейси                    | награда                 |
| Най-добра актриса в главна роля     | Анет Бенинг                     | награда                 |
| Най-добра кинематография            | Конрад Хол                      | награда                 |
| Най-добра филмова музика            | Томас Нюман                     | награда                 |
| Най-добри грим и прически           | Най-добри грим и прически       | номинация               |
| Най-добър дизайн на продукцията     | Най-добър дизайн на продукцията | номинация               |
| Най-добър звук                      | Най-добър звук                  | номинация               |
| Най-добър режисьор                  | Сам Мендес                      | номинация               |
| Най-добър оригинален сценарий       | Алън Бол                        | номинация               |
| Най-добър актьор в поддържаща роля  | Уес Бентли                      | номинация               |
| Най-добра актриса в поддържаща роля | Тора Бърч                       | номинация               |
| Най-добра актриса в поддържаща роля | Мена Сувари                     | номинация               |
| Златен глобус (23 януари 2000 г.)   |                                 |                         |
| Най-добър филм – драма              | Най-добър филм – драма          | награда                 |
| Най-добър режисьор                  | Сам Мендес                      | награда                 |
| Най-добър сценарий                  | Алън Бол                        | награда                 |
| Най-добра филмова музика            | Томас Нюман                     | номинация               |
| Най-добър актьор в драматичен филм  | Кевин Спейси                    | номинация               |
| Най-добра актриса в драматичен филм | Анет Бенинг                     | номинация               |
| Сателит (16 януари 2000 г.)         |                                 |                         |
| Най-добър филм – драма              | Най-добър филм – драма          | номинация               |
| Най-добра кинематография            | Най-добра кинематография        | номинация               |
| Най-добър филмов монтаж             | Най-добър филмов монтаж         | номинация               |
| Най-добър режисьор                  | Сам Мендес                      | номинация               |
| Най-добър оригинален сценарий       | Алън Бол                        | номинация               |
| Най-добър актьор в драматичен филм  | Кевин Спейси                    | номинация               |
| Най-добра актриса в драматичен филм | Анет Бенинг                     | номинация               |
| Емпайър (19 февруари 2001 г.)       |                                 |                         |
| Най-добър филм                      | Най-добър филм                  | номинация               |
| Най-добър актьор                    | Кевин Спейси                    | номинация               |
| Най-добър британски режисьор        | Сам Мендес                      | номинация               |
| Най-добър дебют                     | Сам Мендес                      | номинация               |